# David Malament
David B. Malament (né le 21 décembre 1947) est un philosophe des sciences américain, spécialisé en philosophie de la physique.

## Formation et carrière
Malament fréquente la Stuyvesant High School et obtient un bachelor en mathématiques en 1968 au Columbia College, à l'Université de Columbia, ainsi qu'un doctorat en philosophie 1975 à l'université Rockefeller, avec une thèse intitulée « Some Problems concerning the Causal Structure of Space-Time » sous la direction de Donald Martin. Après avoir enseigné pendant près d'un quart de siècle à l'université de Chicago, Malament devient professeur émérite de logique et de philosophie des sciences à l'université de Californie à Irvine, où il est désormais émérite.

## Travaux
Le travail de Malament se concentre sur les fondements conceptuels des théories restreintes et générales de la relativité,. Quant à savoir si la simultanéité (en) dans la relativité restreinte, la synchronisation d'Einstein est conventionnelle, Malament argumente contre le conventionnalisme et il est considéré par certains comme ayant réfuté l'argument d'Adolf Grünbaum en faveur du conventionnalisme. Grünbaum ainsi que Sahotra Sarkar (en) et John Stachel (en), ne sont pas d'accord, tandis que Robert Rynasiewicz (en) se range du côté de Malament,.
Pendant la guerre du Viêt Nam, Malament est objecteur de conscience à la conscription, passant du temps en prison pour avoir refusé d'être intégré dans l'armée. Il publie un article sur le thème de l'objection de conscience sélective dans un premier numéro de la revue Philosophy and Public Affairs (en).
Avec Mark Hogarth, il propose un espace-temps, appelé espace-temps de Malament-Hogarth (en), dans lequel un observateur pourrait accomplir une infinité d'opérations tout en restant dans le cône de lumière passé d'un certain événement spatiotemporel. Un autre observateur situé à cet événement serait alors en mesure de connaître le résultat de ce calcul infini (même si, pour lui, un temps fini s'est écoulé entre le début et la fin du calcul).

## Prix et distinctions
Son livre Topics in the Foundations of General Relativity and Newtonian Gravitation Theory (Chicago, 2012) reçoit le prix Lakatos 2014. En 1992 il est élu à l'Académie américaine des arts et des sciences.